# Dăbuleni
Dăbuleni (pronunciado [dəbuˈlenʲ]) es una ciudad con estatus de oraș rumana perteneciente al județ de Dolj.
En 2011 tiene una población de 12 182 habitantes, de los cuales 11 925 rumanos y 158 gitanos.
Fue declarada villa en 2004 e incluye el pueblo o pedanía de Chiașu. Es famoso por el desierto de arena que hay al norte de la localidad y en la villa hay un Museo de la Arena; el paisaje al sur es el contrario, con grandes campos de melones junto al Danubio.
Se ubica en el límite con Olt, sobre la carretera 54A que sobre la costa norte del Danubio une Bechet con Corabia.